# Звёздная мечеть
«Звёздная мечеть» (известная как Мечеть Тара (бенг. তারা মসজিদ) — мечеть, расположенная в Дакке, Бангладеш. Находится в районе Арманитола, в старой части города. Мечеть имеет декоративный дизайн и украшена в интерьере мотивами синих звёзд. Была построена в первой половине XIX века неким Мирзой Голам Пиром. Имеет 5 куполов и 4 минарета.

## Внешний вид
В начале 20 века Али Жан Бепари (Ali Jan Bepari), местный бизнесмен, финансировал реставрацию мечети и добавил новую восточную веранду. Поверхности были оформлены в стиле Чайнитикри (мозаика из осколков китайской керамики), популярном в 1930-х. Мечеть, не представлявшая до этого исторической значимости, стала одним из немногих оставшихся архитектурных сооружений с подобным оформлением. Мозаика выложена в виде звёзд, что и дало название мечети. В 1987 году было сделано расширение молельного зала, что позволило добавить ещё два купола.
В верхней части восточного фасада изображены также полумесяцы.

## Внутреннее убранство
Внутри также используется техника Чайнитикри, но несколько по-другому, используются плитки разной текстуры, из которых выложены как звёзды, так и цветочные орнаменты, в том числе изображены и вазы с цветами. Пространство между дверьми украшено изображением японской горы Фудзияма.